# Peropteryx leucoptera
El murciélago cara de perro de alas blancas (Peropteryx leucoptera) es una especie de murciélagos de América del Sur. Su hábitat abarca el norte de Brasil, sureste de Colombia, Ecuador, Guyana Francesa, Guyana, este de Perú, Surinam y Venezuela.